# 1 Siedlecki Batalion Rozpoznawczy
1 Siedlecki Batalion Rozpoznawczy (1 br) – pododdział rozpoznawczy Sił Zbrojnych Rzeczypospolitej Polskiej. 
Wchodził w skład   1 Warszawskiej Dywizji Zmechanizowanej. Stacjonował w Siedlcach.

## Skład organizacyjny

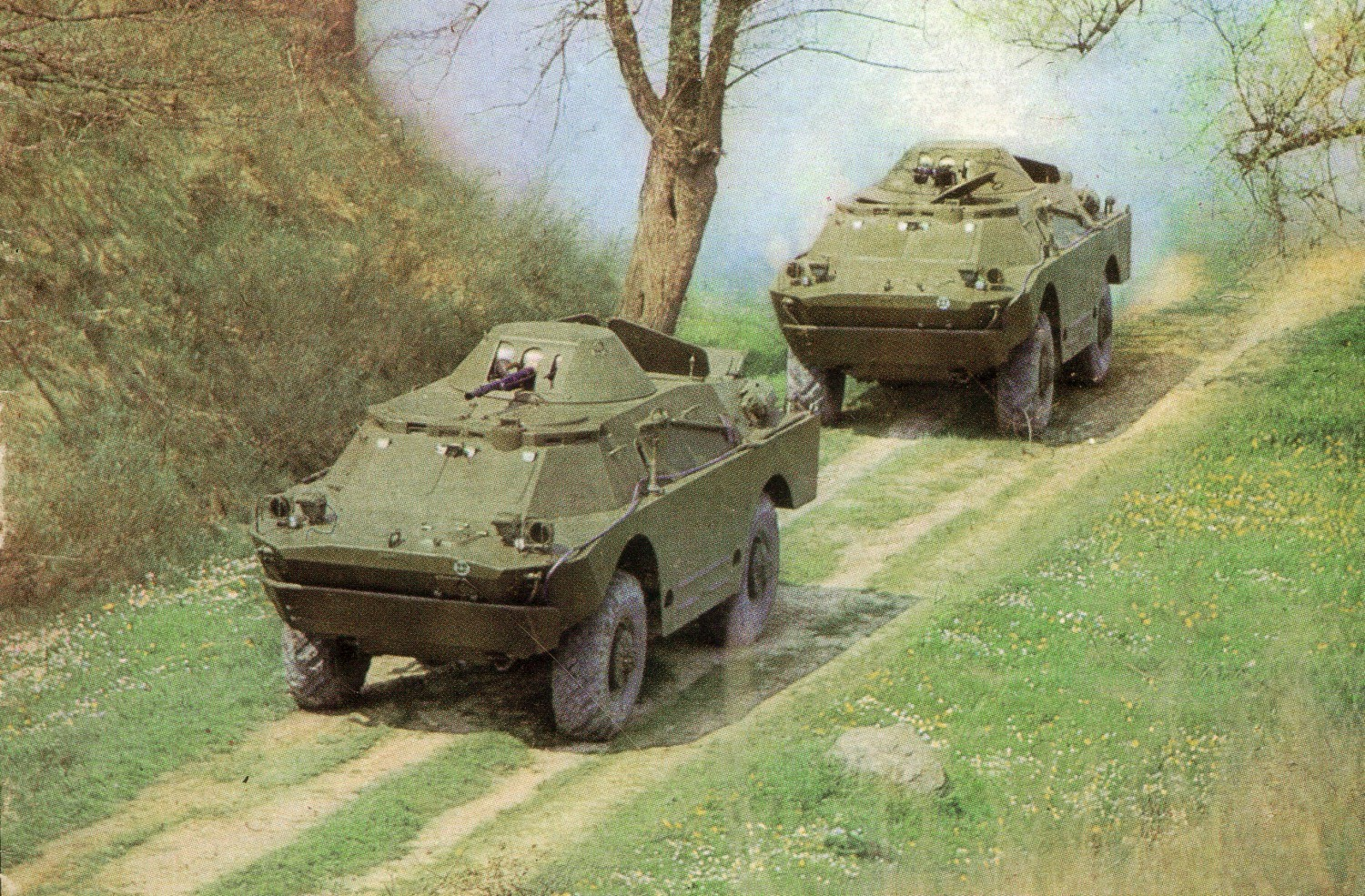
BRDM-2 – wóz rozpoznawczy br

dowództwo i sztab
- 1 kompania rozpoznawcza
- 2 kompania rozpoznawcza
- 3 kompania rozpoznawcza
- pluton dowodzenia
- pluton zaopatrzenia
- pluton remontowy
- pluton medyczny

## Dowódcy batalionu[2]
- ppłk Wiesław Wierzbiński (1994–1997)
- płk Grzegorz Jasiukiewicz (1997–2001)
- ppłk Piotr Oleszczak (2001–2004)
- ppłk Zdzisław Zwierz (2004–2007)
- ppłk Arkadiusz Widła (2007–30.IX.2011)